# Xysticus lanio alpinus
Xysticus lanio là một phân loài nhện trong họ Thomisidae.
Loài này thuộc chi Xysticus. Xysticus lanio alpinus được Wladislaus Kulczynski miêu tả năm 1887.

## Hình ảnh

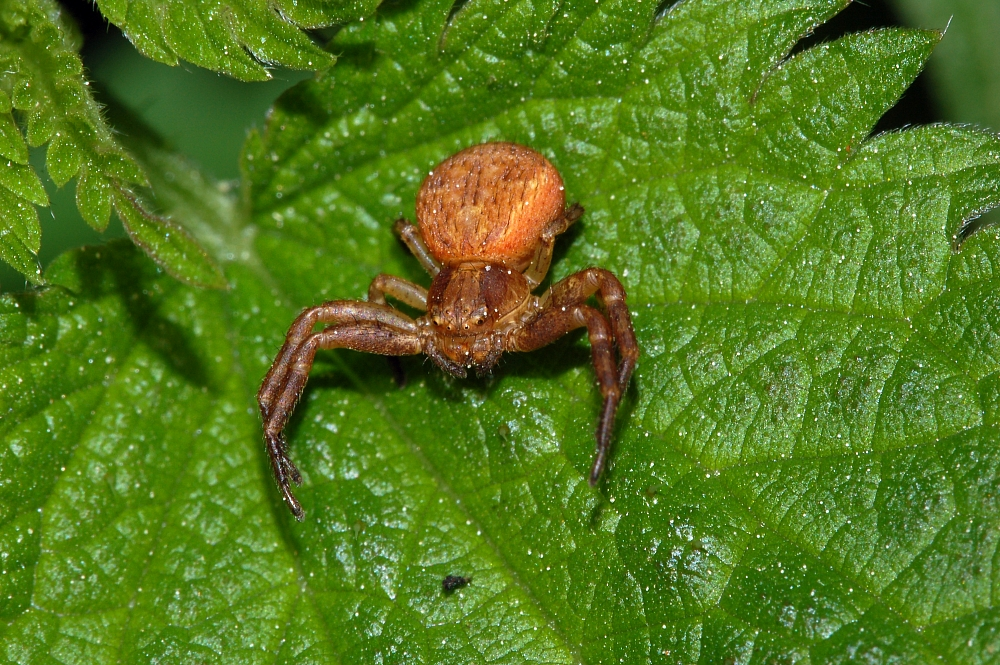
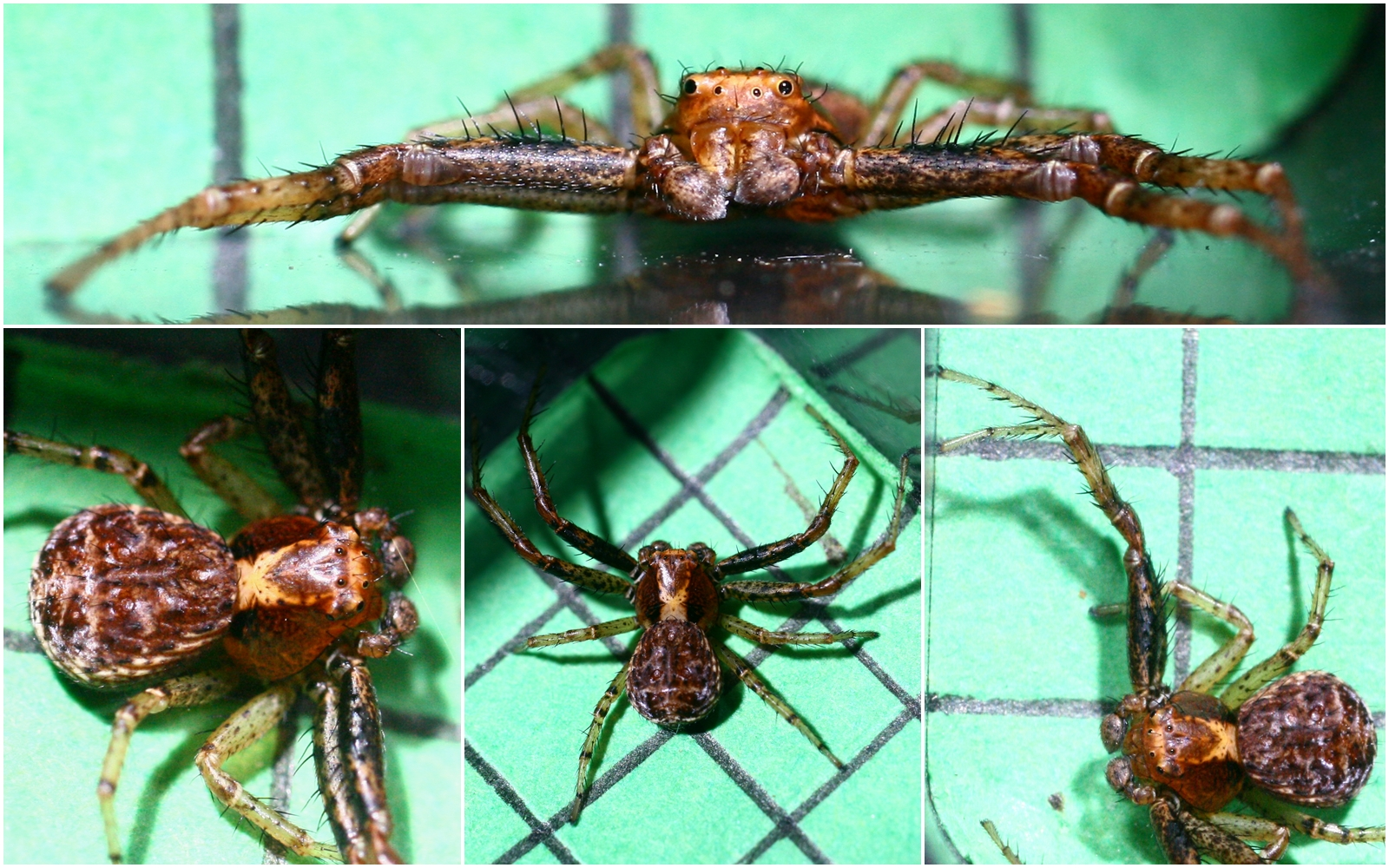
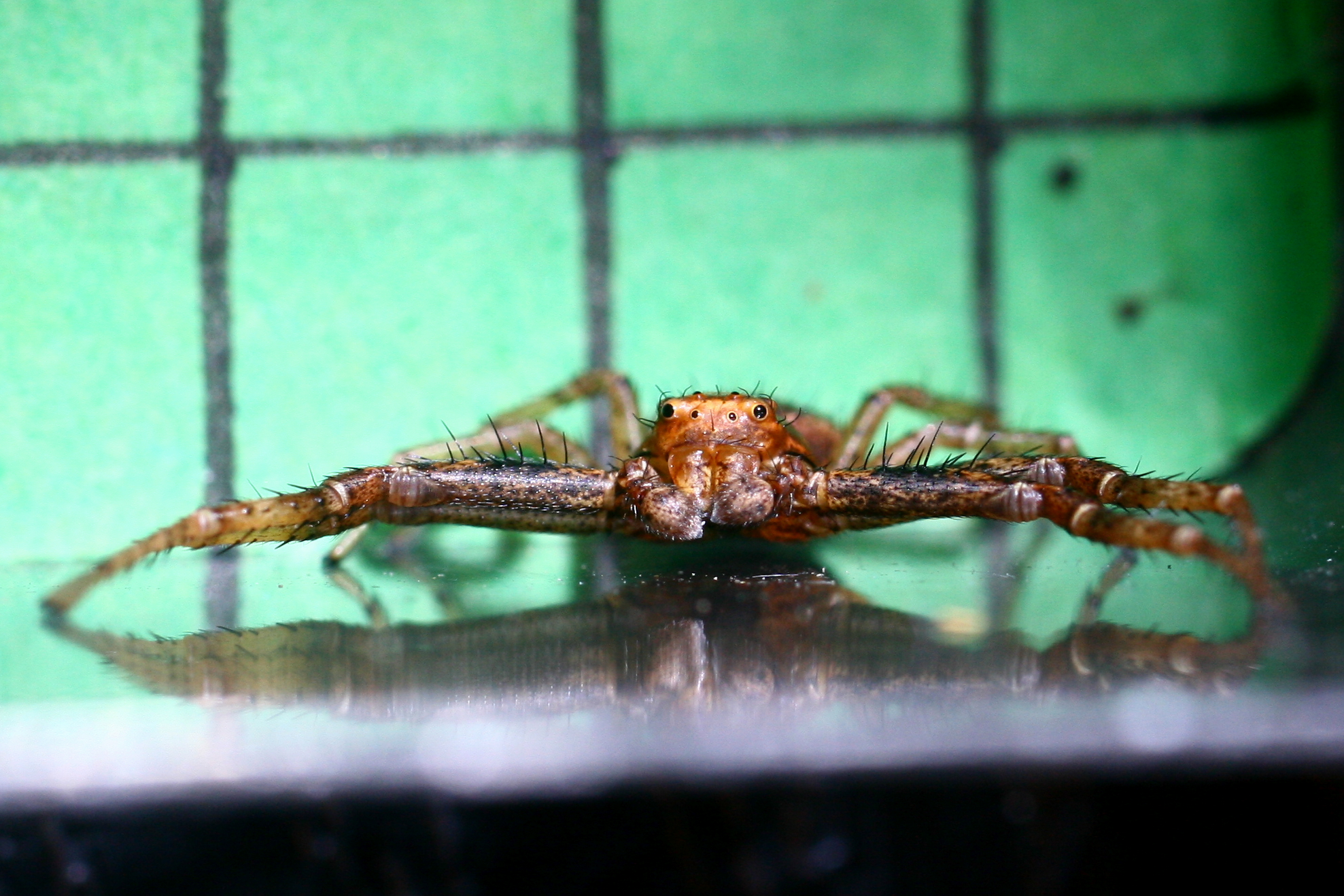